# Podhradí nad Dyjí
Podhradí nad Dyjí – gmina w Czechach, w powiecie Znojmo, w kraju południowomorawskim. Według danych z dnia 1 stycznia 2013 liczyła 50 mieszkańców.